# Osjorka
Koordinaten: 48° 28′ 20″ N, 35° 1′ 19,8″ O

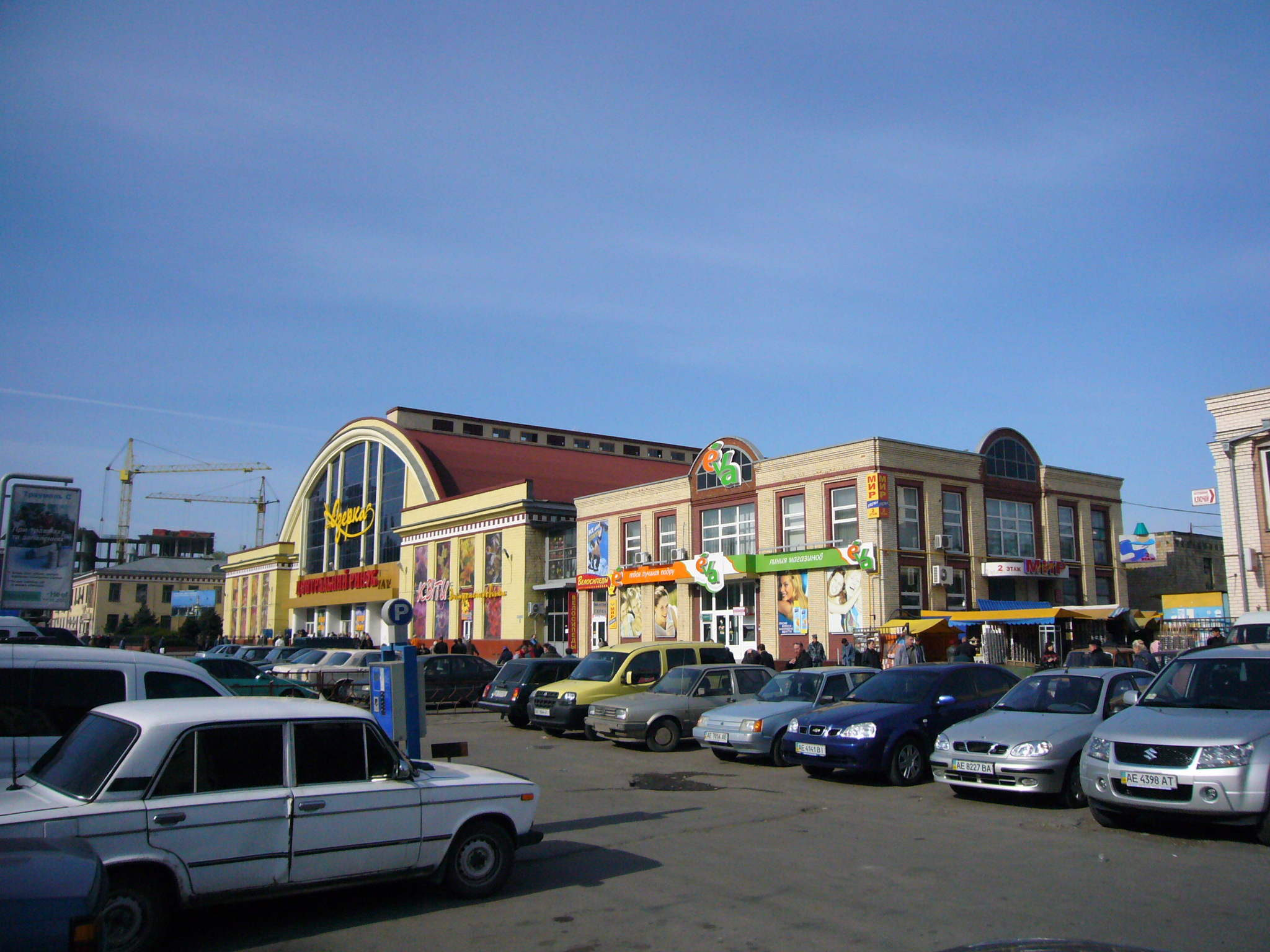
Die Markthalle der Osjorka

Die Osjorka (ukrainisch Озерка, russisch Озёрка) ist der zentrale Marktplatz der Stadt Dnipro, der nach Kiew, Charkiw und Odessa viertgrößten Stadt der Ukraine.

## Name
Osjorka bedeutet wörtlich die/der am See gelegene, abgeleitet von Озеро, Transkription Osero, was zu deutsch See bedeutet.
Mit dem Bau des neuen Hauptgebäudes wurde die Bezeichnung in den 1960er-Jahren von der vorher häufigen Bezeichnung als Basar zugunsten des positiver konnotierten Marktes (bzw. Marktplatz, ukrainisch Ринок Rinok) geändert.
Von offizieller Seite wurde der Markt bereits seit vielen Jahrzehnten nicht mehr Osjorka genannt. Zu Zeiten der Sowjetunion wurde der Markt offiziell als „Zentraler Kolchos Markt“ (russisch Центральный колхозный рынок) und nach dem Zerfall der Sowjetunion nur noch als „Zentraler Markt“ bezeichnet. Diese Bezeichnungen setzten sich jedoch nicht in der Alltagssprache der Bewohner durch.

## Lage
Der Marktplatz befindet sich am nordwestlichen Rand des Stadtzentrums im Rajon Zentral, an der Kreuzung Schmidt-Straße und Dmytro-Jawornyzkyj-Prospekt, in unmittelbarer Nachbarschaft zum Lasar-Hloba-Park und unweit des Hauptbahnhofs Dnipro.

### Uferplatz
Das Gebiet des Marktes wurde bis zum Bau der ersten Marktstände noch „Sumpfplatz“ genannt (russisch Болотная площадь Bolotnaja Ploschtschad). Dies änderte sich erst in den 1860er Jahren, seitdem wird der Platz „Uferplatz“ (russisch Озерная Площадь) genannt.

### Ursprung der Polowizja
Das Gebiet des heutigen Marktes gilt heutzutage als wahrscheinliche Quelle des Flusses Polowizja.

## Geschichte

### Sumpfgebiet
Im 19. Jahrhundert befand sich der Platz genau am Stadtrand in der Nähe einer Stofffabrik, deren Fabrikarbeiter den See bzw. Sumpf als Fabrikbad nutzten. Bis in die 1830er Jahre galt das Gebiet als sehr kriminell, viele der Fabrikarbeiter bestahlen oder begingen Gewalttaten an Stadtbewohnern.
In den 1860er Jahren entstand an der Südseite des Sumpfplatzes die berüchtigte Sloboda Podgornaja ⊙ (russisch Подгорная слобода), diese Siedlung galt als rückständigster und ärmster Teil der damaligen Stadt.

### Entstehung der Osjorka als Marktplatz
Nachdem die Stadt 1884 an die Katharinenbahn angeschlossen und der Hauptbahnhof gebaut wurde, erhob die Eisenbahngesellschaft das Gebiet des Marktes für sich.
Weil die Stadt immer weiter flussaufwärts (Nordwesten) expandierte, sollte auf Verlangen des damaligen Bürgermeisters Iwan Jakowlew jedoch ein großer Lebensmittelbasar auf dem Platz entstehen. Obwohl der Ort im städtischen Bebauungsplan von 1885 noch als Sumpf ausgezeichnet wurde, erlaubte der Jekaterinoslawer Stadtrat (rus. городская дума) am 16. April 1885 ausgewählten Bürgern hölzerne Fleischtheken am Ufer einzurichten.
Am 17. Oktober 1885 wurde auf einer Sitzung des Stadtrates bekannt gegeben, dass der Platz nivelliert wurde und ein Bebauungsplan für den Markt erstellt wurde.
Zur Entwässerung des Platzes wurde ein Wassergraben zum See des Lasar-Hloba-Parks ausgehoben. Auf dem entstandenen Freigelände siedelten sich immer mehr Händler an und der heutige Markt nahm seine Form an.
Der Streit zwischen der Eisenbahngesellschaft, dem Militär und der Stadt um das heutige Marktgebiet dauerte allerdings noch bis zur Sitzung des Stadtrates am 15. März 1890, auf der endgültig für die Nutzung als Marktplatz entschieden wurde.
Die Osjorka entwickelte sich von 1885 bis zur Russischen Revolution von 1905 zum wichtigsten Marktplatz der Stadt. Bereits ab 1892 wurde gefordert die Holztheken durch gemauerte Läden zu ersetzen, woraufhin 1903 das erste befestigte Marktgeschäft fertiggestellt wurde. Bis zum Ausbruch des Ersten Weltkrieges 1914 wurden zehn weitere gemauerte Gebäude errichtet, davon sechs Fleischereien und vier Lebensmittelgeschäfte.

### Bau der Markthalle
1910 begannen der Stadtrat und die Marktverwaltung damit, sich Gedanken über eine Überdachung des Marktes zu machen. Am 18. Januar 1913 kam die zuständige „Verbesserungskommision“ zum Ergebnis, dass eine Überdachung verfrüht sei. Die neue Markthalle wurde schließlich am 1. November 1964, über 50 Jahre nach dem ersten Vorschlag, feierlich eröffnet. Es war zu dieser Zeit das größte Dach seiner Art in der gesamten Ukraine.
Die Planungen der neuen Markthalle gehen auf die Arbeiten der Architekten Terentjev und Kasatschuk des „Staatlichen Instituts für Gestaltung von öffentlichen Handels- und Versorgungsunternehmen“ in Kiew (kurz: russisch Киевский Гипроторг, lang: russisch Киевский Государственный Институт по Проектированию Предприятий Торговли и Общественного Питания) von 1959 zurück. Das Gebäude nimmt dabei eine Fläche von 7165 m², davon sind 3200 m² Nutzfläche und hat insgesamt ein Volumen von 80.053 m³. Die Baukosten betrugen dabei 1,458 Mio. Rubel.

## Wirtschaftliche Bedeutung
Der Marktplatz besitzt bis heute große wirtschaftliche Bedeutung sowohl in Bezug auf die städtische Nahversorgung als auch als Arbeitsplatz und Steuerquelle.
Schon im Jahr 1900 steuerte der Markt 30.425 Silberrubel zum städtischen Budget bei, 1912 erreichte dieser Betrag bereits 179.000 Silberrubel.